# Millipede
Millipede – moduł polimerowej mikropamięci elektromechanicznej, stworzony przez firmę IBM.

## Informacje ogólne
Nazwa tego napędu pochodzi od angielskiego określenia krocionoga. Jest to specjalnie zaprojektowany mikroukład elektromechaniczny – czyli dość rewolucyjne podejście, gdyż pośród wielu rodzajów pamięci komputerowych układy typowo mechaniczne były niezwykle rzadko stosowane. Technologia wykorzystana w Millipede jest zbliżona do sposobu działania mikroskopu sił atomowych.
Millipede to macierz o rozmiarach 64x64, czyli 4096 krzemowych igieł. Niektórzy twierdzą, że wyobrażają one mikroskopijnej wielkości nóżki i stąd nazwa pamięci. Macierz może przesuwać się wzdłuż osi X i Y, po polimerowym podłożu, odczytując w ten sposób utrwaloną w nim wcześniej informację. Każda nóżka ma około pół mikrometra średnicy i 70 mikrometrów długości.

## Zapis, odczyt i kasowanie
Zapisanie informacji odbywa się przez wykonanie w polimerowym podłożu trwałego zagłębienia. Uzyskuje się to przy pomocy nóżki rozgrzanej do temperatury około 400 °C.
Odczyt danych przyjmuje reprezentacje bitową: Zagłębienie jest traktowane jako binarna jedynka, jego brak – to binarne zero. Odczytowi towarzyszy rozgrzanie mikronóżki do temperatury ok. 350 °C. Proces odczytu wykorzystuje kompilacje zjawisk termicznych i elektrycznych. Rozgrzana nóżka przesuwając się po powierzchni cienkiego polimeru – jest dość dobrze izolowana termicznie – jeśli zaś natrafi na wyżłobiony pit – cała nóżka zagłębia się, a izolacja termiczna między rozgrzaną nóżką a podstawą chipu maleje – nóżka stygnie o kilka stopni ... co z kolei zmienia jej rezystancję – proces ten jest rejestrowany przez czujnik zamontowany w ramieniu igły, tym sposobem można zarejestrować pity wielkości kilku nanometrów. 
Usuwanie zapisanych danych następuje w bardzo podobny sposób, jak zapis. Mikronóżka wykonuje wokół istniejącego zagłębienia szerzeg niewielkich dziurek, zmuszając tym samym polimerowe podłoże do rozprostowania się.
Drugim sposobem wymazania danych jest nagrzanie większej powierzchni nośnika do temperatury topnienia – powierzchnia również rozprostowuje się, tylko że mazany jest cały obszar danych za jednym razem.

## Szokująca miniaturyzacja
Wyniki osiągnięte przez firmę IBM są naprawdę imponujące. Obecny prototyp (2007 r.) pamięci wyposażono w klaster głowic o wymiarze 64x64 daje to 4096 igieł zdolnych do zapisywania i odczytywania informacji w sposób asynchroniczny. Każda głowica pracuje na własnym obszarze polimeru – a cały klaster ulega wspólnemu pozycjonowaniu. Wymiary jednej igły to obecnie około 1 µm szerokości i 70 µm długości, zaś grubość warstwy ulegającej zapisowi (warstwy polimetakrylanu metylu) wynosi jedynie 40 nm. Gęstość zapisu w tym prototypie osiąga teoretyczną wartość na poziomie 1 Tb/in^2 i tym samym przekracza obecnie wytyczoną granicę dla dysków magnetycznych.

## Kilka lat pracy
Nad stworzeniem i rozwijaniem koncepcji Millipede, oddział IBM Research, a konkretnie laboratorium IBM Zurich Reasearch Laboratory w Szwajcarii pracowało od 1959 roku, czyli od opracowania teoretycznych podstaw technologii mikroukładów elektromechanicznych opracowanej przez Richarda Feynmana. Pierwszą działającą pamięć w tej technologii w IBM przetestowano na początku lat 90. – ówczesny mechanizm wykorzystywał jedną igłę oraz obrotowy dysk z poliwęglanu. W pełni sprawny prototyp tej mikropamięci mechanicznej został zaprezentowany dopiero przy okazji hanowerskich targów CeBIT w 2005 roku. W 2007 roku zaprezentowano nowy prototyp o gęstości zapisu zbliżonej do 1Tb/in^2, zaś wprowadzenie technologii mikroukładów elektromechanicznych do rozwiązań komercyjnych zostało ponownie przełożone.